# 악전
악전(樂典, musical grammar)이라는 개념은 반드시 명확하지는 않으나, 보통 보표(譜表)의 원리와 그 기보법 및 음정, 음계, 리듬 등에 관한 기초적인 이론을 그 주요내용으로 한다. 여기에는 화성법, 대위법, 악식론, 악기학 등은 포함되지 않으므로, 이른바 음악이론, 음악통론이라고 하는 것보다 훨씬 그 범위가 좁다.

## 보표와 기보법
- 나타냄말
- 빠르기말
- 셈여림표

## 참고 문헌
- 이 문서에는 다음커뮤니케이션(현 카카오)에서 GFDL 또는 CC-SA 라이선스로 배포한 글로벌 세계대백과사전의 내용을 기초로 작성된 글이 포함되어 있습니다.